# SV Royal Clipper
SV Royal Clipper – pięciomasztowa fregata (pasażerski wycieczkowiec żaglowy), której kadłub zbudowano w Stoczni Gdańskiej pod nazwą "Gwarek". Do zwodowania SV Golden Horizon (10 czerwca 2017) był największym żaglowcem na świecie.

## Historia i rejsy
Stalowy kadłub wtedy jeszcze "Gwarka" (był ostatnim i nieukończonym z dużych żaglowców PRL-u) został zbudowany w Stoczni Gdańskiej w latach 80. XX w., miał być to żaglowiec z trójmasztowym ożaglowaniem parawanowym, przeznaczony do użytku górników jako pływający dom wczasowy. Projekt jednostki był zainspirowany słynnym pięciomasztowym windjammerem Preußen z 1902 roku. Jednakże upadek zarządcy spółki Polskie Żagle sprawił, że statek przez siedem lat stał w stoczni nieukończony, po czym został sprzedany w 1998 roku. Kupił go właściciel linii Star Clippers Mikael Kraft, zlecił on Gdańskiej Stoczni Cenal przedłużenie go o 24 metry, a pierwotnemu konstruktorowi Zygmuntowi Choreniowi zaprojektowanie klasycznego ożaglowania. Prace wyposażeniowe jednostki były prowadzone w Holandii w rotterdamskiej stoczni Merwede. Wnętrza statku ozdobione są muralami autorstwa Rainera Latzkego.
W lipcu 2000 roku statek otrzymał imię "Royal Clipper". Matką chrzestną została szwedzka królowa Sylwia. Obecnie "Royal Clipper" jest statkiem flagowym floty Star Clippers. Żaglowiec pływa po Morzu Karaibskim oraz Morzu Śródziemnym, zawijając na ich największe wyspy.
Royal Clipper jest największym po Preußen żaglowcem, wymieniony w Księdze Rekordów Guinnessa. Ożaglowanie o powierzchni 5202 m² dzięki automatyzacji jest obsługiwane jedynie przez 20 marynarzy.

## Dane
- Typ: Luksusowy żaglowiec (pasażerski wycieczkowiec żaglowy)
- Główny konstruktor: Zygmunt Choreń
- Stocznia: Stocznia Gdańska / Merwede Shipyard
- Lata budowy: 1989–2000
- Wolna burta: 2,70 m
- Numer IMO: 8712178
- MMSI: 215813000[1]
- Sygnał rozpoznawczy: 9HA2796
- Towarzystwo: Det Norske Veritas(? Lloyds Register of Shipping)
- Klasa: X 100A1+